# 前鎮 (前鎮區)
前鎮為台灣高雄市前鎮區的一個聚落，包括興仁、興化、前鎮、鎮東、鎮榮、鎮昌、鎮海、鎮陽、興邦、鎮中、鎮北等十一里。前鎮部落位於苓雅寮南方沿岸的部落，往昔為打狗港的南支流，是鳳山街的前港且為主要的繫船場所，後來沿岸雍塞，成為農家的田園。

## 地理位置
前鎮位在前鎮區海岸，周圍與戲獅甲、籬子內、五甲、草衙相鄰。

## 歷史
前鎮為明鄭時代的軍屯地區之一，永曆十八年(一六六四)，明鄭諮議參議參軍陳永華為鎮撫土著及維持龐大軍糧，採取軍屯制，在屯田制度下墾成的田地，俗稱「營盤地」，據連橫的台灣通史載：「前鎮莊，清屬大竹里，為明鄭中提督前鎮所墾，故名。」
但高雄市地理篇則云：
「前鎮為前方營鎮之意，相傳遜清時代土匪猖獗，府縣置兵守此地以保衛地方，乃有前鎮之名。」
土匪猖獗，置兵鎮守雖屬史實，卻非地名之直接淵源，而明鄭營盤屯墾，才合史料的記載。
1933年時，前鎮有人口1621人。